# José Froilán González
 (juin 2013).
Si vous disposez d'ouvrages ou d'articles de référence ou si vous connaissez des sites web de qualité traitant du thème abordé ici, merci de compléter l'article en donnant les références utiles à sa vérifiabilité et en les liant à la section « Notes et références ».
Pour les articles homonymes, voir José González et González.

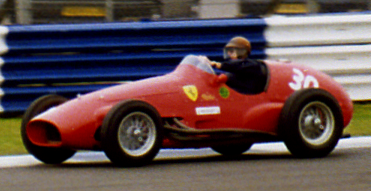
Froilán González en démonstration en 2000 (Coys International Historic Festival) sur Ferrari 500.

José Froilán González, né le 5 octobre 1922 à Arrecifes, dans la province de Buenos-Aires, (Argentine), et mort le 15 juin 2013 à Arrecifes, est un pilote automobile argentin, qui disputa le championnat du monde de Formule 1 de 1950 à 1960.

## Biographie
Pilote à forte corpulence (il était surnommé « El Cabezón », que l'on traduit par « Grosse tête »), González n'en était pas moins un redoutable compétiteur. À défaut de posséder les dons innés de son illustre compatriote et adversaire Juan Manuel Fangio, Gonzalez est un combattant de tous les instants, ce qui lui vaut le surnom plus enviable de « Taureau de la Pampa. » 
Après avoir débuté dans le championnat du monde de Formule 1 en 1950 sur une Maserati privée, González est recruté en 1951 par la Scuderia Ferrari. Cette année-là, il remporte à Silverstone, devant Fangio, son premier succès, qui correspond également au tout premier succès de la Scuderia Ferrari en championnat du monde. Il termine troisième de ce championnat, derrière Juan Manuel Fangio et Alberto Ascari.
Pour les saisons 1952 et 1953, disputées avec des Formule 2, il court dans l'équipe officielle Maserati, mais ne remporte aucun succès malgré quelques coups d'éclat à Monza (1952) et à Reims (1953), où il passe près de la victoire.
De retour chez Ferrari, González décroche une seconde victoire en championnat du monde, en 1954, de nouveau à Silverstone, et terminera second du championnat derrière Juan Manuel Fangio. La même année il gagne à Bordeaux, au BRDC International Trophy, et à Bari (hors championnat).
À partir de 1955, il ne court plus qu'occasionnellement en F1.
En 1954, González remporte également le BRDC International Trophy disputé hors-championnat du monde, une course internationale de voitures de sport à Monsanto sur Ferrari 750 Monza et les 24 Heures du Mans en duo avec Maurice Trintignant sur une Ferrari. Il ne dispute plus alors que des courses d'endurance, notamment tous les ans les 1 000 kilomètres de Buenos Aires qu'il remporte en 1960 avec Phil Hill et Cliff Allison sur Ferrari 250 TR 59 (déjà troisième en 1956) après avoir gagné les 500 miles de Rafaela les deux saisons précédentes sur Ferrari.
En 1958 et 1959, il remporte le championnat argentin de Fuerza Libre. 
Il arrête la compétition à l'issue de la saison 1960.

## Résultats en championnat du monde de Formule 1
| Saison | Écurie                                            | Châssis                                          | Moteur                                      | Pneus          | GP disputés | Points inscrits | Classement |
| ------ | ------------------------------------------------- | ------------------------------------------------ | ------------------------------------------- | -------------- | ----------- | --------------- | ---------- |
| 1950   | Scuderia Achille Varzi                            | Maserati 4CLT/48                                 | Maserati l4 compressé                       | Pirelli        | 2           | 0               | Nc.        |
| 1951   | Enrico Platé Privé Scuderia Ferrari               | Maserati 4CLT/48 Talbot-Lago T26C-GS Ferrari 375 | Maserati l4 compressé Talbot l6 Ferrari V12 | Pirelli Dunlop | 6           | 27              | 3e         |
| 1952   | Officine Alfieri Maserati                         | Maserati A6GCM                                   | Maserati l6                                 | Pirelli        | 1           | 6,5             | 9e         |
| 1953   | Officine Alfieri Maserati                         | Maserati A6GCM                                   | Maserati l6                                 | Pirelli        | 5           | 14,5            | 6e         |
| 1954   | Scuderia Ferrari                                  | Ferrari 625 Ferrari 553                          | Ferrari l4                                  | Pirelli        | 7           | 26,54           | 2e         |
| 1955   | Scuderia Ferrari                                  | Ferrari 625                                      | Ferrari l4                                  | Pirelli        | 1           | 2               | 17e        |
| 1956   | Officine Alfieri Maserati Vandervell Products Ltd | Maserati 250F Vanwall VW2                        | Maserati l6 Vanwall l4                      | Pirelli        | 2           | 0               | Nc.        |
| 1957   | Scuderia Ferrari                                  | Ferrari 801                                      | Ferrari V8                                  | Englebert      | 1           | 1               | 20e        |
| 1958   | Privé                                             | Maserati 250F                                    | Maserati l6                                 | Pirelli        | 0           | 0               | Nc.        |
| 1960   | Scuderia Ferrari                                  | Ferrari D246                                     | Ferrari V6                                  | Dunlop         | 1           | 0               | Nc.        |

## Victoires en championnat du monde de Formule 1
| no | Année | Manche | Grand Prix      | Circuit     | Écurie           | Voiture     | Résumé |
| -- | ----- | ------ | --------------- | ----------- | ---------------- | ----------- | ------ |
| 1  | 1951  | 05/08  | Grande-Bretagne | Silverstone | Scuderia Ferrari | Ferrari 375 | Résumé |
| 2  | 1954  | 05/09  | Grande-Bretagne | Silverstone | Scuderia Ferrari | Ferrari 625 | Résumé |

## Résultats aux 24 Heures du Mans
| Année | Équipe              | Voiture            | Équipier            | Résultat  |
| ----- | ------------------- | ------------------ | ------------------- | --------- |
| 1950  | Automobiles Gordini | Simca-Gordini T15S | Juan Manuel Fangio  | Abandon   |
| 1951  | Henri Louveau       | Talbot-Lago T26 GS | Onofre Marimón      | Abandon   |
| 1953  | Scuderia Lancia     | Lancia D20         | Clemente Biondetti  | Abandon   |
| 1954  | Scuderia Ferrari    | Ferrari 375        | Maurice Trintignant | Vainqueur |